# RBDe 562
Les RBDe 562 sont des automotrices des Chemins de fer fédéraux suisses de type Colibri.

## Historique
Six RBDe 560 ont été modifiées à peine un an après leur mise en service, afin de franchir la frontière française. Elles assuraient quotidiennement des navettes entre Bâle et Mulhouse.
Cette série RBDe 562 (000–005) est bicourant et peut circuler sous 15 000 V - 16,7 Hz (CFF), et 25 000 V - 50 Hz (SNCF Réseau).
En 2010, les RBDe 562 assurent deux aller-retour Frasne-Neuchatel, en correspondance avec les TGV Paris-Lausanne à Frasne à la suite de la suppression au service 2010 d'un aller/retour TGV Paris-Berne puis en 2014 du dernier aller/retour circulant sur la ligne.
Depuis le 11 décembre 2011, les RBDe 562 ne circulent plus que sur la ligne Frasne-Neuchatel à la suite du remplacement de ces trains par des Z 27500 de Bombardier sur la ligne Mulhouse Ville - Bâle CFF.
À partir d'août 2014, ces rames circulent entre Genève Cornavin et La Plaine / Bellegarde. Seulement quelques relations sont assurées par ces rames qui sont utilisées en heure de pointe. La majorité des relations sont faites grâce aux rames RABe 522, qui les remplacent complètement en avril 2018 sur cette ligne.
Ces rames n'ont pas été rénovées selon le modèle Domino comme ce qui a été fait sur les RBDe 560.
La radiation des cinq rames restantes est prévue d'ici quelques années à la suite de la livraison des Flirt RABe 522 qui sont prévues pour remplacer ces rames.
Le 24 décembre 2019, une composition a circulé pour la dernière fois comme RE Neuchâtel – Frasne. Les voitures de commande et les motrices ont été transférées en plusieurs tranches à Zurich Altstetten et Olten, où elles ont servi de distributeurs de pièces de rechange pour la flotte Domino puis finalement en fin d’année 2020 les trois dernières automotrices ont été transférées à Kaiseraugst pour la démolition.
En janvier 2020, une RBDe 562 avait été mise en vente par les CFF pour le prix de 830 000 frs suisses.

## Relations effectuées

### Anciennes fréquentations
- Neuchâtel - Frasne;
- Neuchâtel - Buttes à certains horaires;
- Berne - Frasne;
- Genève-Cornavin - La Plaine;
- Genève-Cornavin - Bellegarde;
- Laufenbourg - Mulhouse-Ville;
- Frick - Mulhouse-Ville;
- Mulhouse-Ville - Altkirch.

Il était aussi toutefois possible d’en voir circuler sur le réseau CFF en remplacement d’une RBDe 560.